# Житлово-комунальне господарство Рівненської області
Житло́во-комуна́льне господа́рство Рі́вненської о́бласті — це розгалужена сфера господарського комплексу, підприємства якого надають різноманітні послуги: з водо-, теплопостачання, водовідведення, перевезення пасажирів у міському електротранспорті, з експлуатації та ремонту житла, доріг, благоустрою, озеленення населених пунктів, підготовки кадрів для системи житлово-комунального господарства, а також ритуальні та готельні послуги.
Житлово-комунальне господарство області, як основа соціальної сфери життя людини, є однією з найменш сучасно оснащених галузей.
Капітальні вкладення в комунальне будівництво не забезпечують пропорційний розвиток місцевого господарства населених пунктів, нарощування потужностей комунальних об'єктів та поліпшення їх технічного стану.
У житлово-комунальному господарстві є три підгалузі, зокрема: теплопостачання, водопостачання і водовідведення, які є природними монополістами. Житлове господарство за існуючої структури управління та обслуговування житлового фонду є теж монополістом. Суттєвою особливістю є те, що споживач не має можливості відмовитись від послуг підприємств вказаних підгалузей. У ряді випадків монополістами є підприємства інших підгалузей комунального господарства.

### Житлово-комунальні підприємства
У галузі налічується 78 житлово-комунальних підприємств і організацій з чисельністю працюючих понад 7,8 тис. чол.; експлуатуються основні засоби вартістю майже 2,6 млрд грн. Щороку ці підприємства надають послуги, виконують ремонтні роботи та виробляють продукції на суму більше 290 млн грн.
Підприємства житлово-комунального господарства не мають вагомих економічних стимулів до оптимізації структури тарифів і зниження нераціональних витрат матеріально-технічних ресурсів.

### Житловий фонд області
Через відсутність належного фінансування технічний стан житлового фонду області погіршується з кожним роком. Третина житлових будинків потребують ремонту та реконструкції. Комплексний капітальний ремонт, починаючи з 1991 року, не проводився, в результаті чого окремі конструктивні елементи будинків — покрівлі, балконні плити, фасади, внутрішньобудинкові мережі водо-, теплопостачання, водовідведення — перебувають у незадовільному технічному стані. Обсяги капітального ремонту не відповідають нормативним вимогам.
Існуюча система обслуговування, в якій житлово-експлуатаційна організація одночасно виступає в ролі замовника та виконавця послуг з обслуговування та утримання житлових будинків, є неефективною і не в змозі забезпечити вимоги мешканців щодо повноти та якості житлових послуг.

### ОСББ
Альтернативним варіантом утримання та експлуатації житла, а також реалізації права громадян щодо їх участі у місцевому самоврядуванні, є формування об'єднань співвласників багатоквартирних будинків, запровадження нових форм діяльності з розмежуванням управлінських і виробничих функцій, залучення до управління та обслуговування житлового фонду суб'єктів підприємницької діяльності як фізичних, так і юридичних осіб.
Станом на 01.01.2010 в області створено та функціонує 189 об'єднань співвласників багатоквартирних будинків, в тому числі протягом 2009 року створено 26 ОСББ.

### Водопровідні мережі
Одними із головних проблем розвитку водопровідно-каналізаційного господарства області є
- незадовільний технічний стан і зношеність значної частини основних фондів систем питного водопостачання та водовідведення;
- застосування застарілих технологій та обладнання в системах питного водопостачання та водовідведення міських населених пунктів області;
- висока енергоємність обладнання, яке встановлено на об'єктах централізованого питного водопостачання та водовідведення;
- обмеженість інвестицій та дефіцит фінансових ресурсів, необхідних для розвитку, утримання в належному технічному стані та експлуатації систем питного водопостачання та водовідведення;
- необхідність участі спеціалістів у перегляді, вдосконаленні та розроблені проектів нормативно — правових актів, державних санітарних норм і правил, стандартів та інших нормативних документів у водопровідно-каналізаційному господарстві.

### Теплопостачання
Підприємства комунальної теплоенергетики, як і все житлово-комунальне господарство області, мають такі проблеми:
- неефективна система управління;
- недосконале ціноутворення;
- незадовільний стан основних фондів;
- низька якість комунальних послуг;
- неефективне використання енергетичних ресурсів.

Головним проблемним питанням є необхідність модернізації об'єктів теплопостачання з першочерговим переведенням котелень на альтернативні види палива.
Основними чинниками, які суттєво ускладнюють фінансовий стан підприємств галузі, є неповне відшкодування діючими тарифами виробничих витрат житлово-комунальних підприємств та недостатній рівень оплати послуг споживачами.